# Wereldkampioenschappen synchroonzwemmen 2005
De wereldkampioenschappen synchroonzwemmen 2005 werden van 16 tot en met 31 juli 2005 gehouden in Montréal, Canada. Het toernooi was onderdeel van de wereldkampioenschappen zwemsporten 2005.

## Medailles
| Onderdeel               | Goud | Goud    | Zilver | Zilver  | Brons | Brons   |
| Vrouwen                 | Vrouwen | Vrouwen | Vrouwen | Vrouwen | Vrouwen | Vrouwen |
| ----------------------- | --- | ------- | --- | ------- | --- | ------- |
| Solo                    | Virginie Dedieu Frankrijk | 99,001  | Natalia Ischenko Rusland | 98,250  | Gemma Mengual Spanje | 97,417  |
| Duet                    | Anastasia Davydova Anastasia Ermakova Rusland | 99,084  | Gemma Mengual Paola Tirados Spanje | 97,417  | Saho Harada Emiko Suzuki Japan | 97,334  |
| Team                    | Rusland Maria Gromova Natalia Ischenko Elvira Khasyanova Olga Kuzhela Olga Larkina Elena Ovchinnikova Svetlana Romashina Anna Shorina                                       | 99,334  | Japan Saho Harada Naoko Kawashima Kanako Kitao Hiromi Kobayashi Erika Komura Takako Konishi Ayako Matsumura Emiko Suzuki Masako Tachibana | 97,834  | Spanje Raquel Corral Andrea Fuentes Tina Fuentes Thais Henríquez Gemma Mengual Irina Rodríguez Paola Tirados Christina Violan                                           | 97,750  |
| Team combinatie routine | Rusland Anastasia Davydova Anastasia Ermakova Maria Gromova Natalia Ischenko Elvira Khasyanova Olga Kuzhela Olga Larkina Elena Ovchinnikova Svetlana Romashina Anna Shorina | 99,333  | Japan Saho Harada Naoko Kawashima Kanako Kitao Hiromi Kobayashi Erika Komura Takako Konishi Ayako Matsumura Emiko Suzuki Masako Tachibana | 97,833  | Spanje Raquel Corral Andrea Fuentes Tina Fuentes-Fache Thais Henríquez Gemma Mengual Gisela Moron Rovira Irina Rodriguez-Alvarez Paola Tirados-Sanchez Christina Violan | 97,167  |

### Medaillespiegel
| Plaats | Land      | Goud | Zilver | Brons | Totaal |
| 1      | Rusland   | 3    | 1      | 0     | 4      |
| 2      | Frankrijk | 1    | 0      | 0     | 1      |
| 3      | Japan     | 0    | 2      | 1     | 3      |
| 4      | Spanje    | 0    | 1      | 3     | 4      |
| Totaal | Totaal    | 4    | 4      | 4     | 12     |